# Oreillard de Sardaigne
Plecotus sardus
Espèce
Statut de conservation UICN

CR : 
En danger critique
L'Oreillard de Sardaigne (Plecotus sardus) est une espèce de chiroptères microchiroptères de la famille des Vespertilionidae.

## Aire de répartition
Cette chauve-souris est endémique de la Sardaigne, en Italie. Elle se rencontre uniquement dans trois communes du centre de l'île : dans certaines grottes à Baunei (en province de l'Ogliastra), à Oliena (en province de Nuoro) et près du lac Omodeo, à Ula Tirso (en province d'Oristano).

## Dénomination
Le nom vulgaire attesté en français est « Oreillard sarde » selon l'Union internationale pour la conservation de la nature, mais l'encyclopédie Handbook of the Mammals of the World lui préfère le nom normalisé d'« Oreillard de Sardaigne ». L'épithète spécifique sardus est nommée en référence au lieu de sa découverte : la Sardaigne.

## Taxinomie
Cette espèce a été décrite en 2002 par les naturalistes Mauro Mucedda, Andreas Kiefer, Ermanno Pidinchedda et Michael Veith (de). Elle est génétiquement proche de l'Oreillard roux (P. auritus) et de l'Oreillard montagnard (P. macrobullaris).

## Oreillard sarde et l'homme
L'Oreillard sarde est considéré comme « En danger critique » par l'Union internationale pour la conservation de la nature.